# Dischidia scortechinii
Dischidia scortechinii är en oleanderväxtart som beskrevs av George King och Gamble. Dischidia scortechinii ingår i släktet Dischidia och familjen oleanderväxter. Inga underarter finns listade i Catalogue of Life.